# 揚茹利夫卡
52°17′48″N 32°34′21″E / 52.29667°N 32.57250°E
揚茹利夫卡（烏克蘭語：Янжулівка），是烏克蘭北部切爾尼希夫州诺夫霍罗德-锡韦尔斯基区塞梅尼夫卡市镇的村庄。始建於1950年，面積1.36平方公里，海拔高度93米，2001年人口376，人口密度每平方公里276.5人。